# L’Isle-Jourdain (Vienne)
L’Isle-Jourdain település Franciaországban, Vienne megyében. Lakosainak száma 1146 fő (2022. január 1.). L’Isle-Jourdain Moussac, Adriers, Millac és Le Vigeant községekkel határos.

## Népesség
A település népességének változása:
| Lakosok száma | 1161 | 1156 | 1175 | 1163 | 1165 | 1165 | 1169 | 1167 | 1146 |
|               | 2013 | 2015 | 2016 | 2017 | 2018 | 2019 | 2020 | 2021 | 2022 |